# USS Langley (CVL-27)
USS Langley (CVL-27) – lekki lotniskowiec floty amerykańskiej z czasów II wojny światowej należący do typu Independence. USS „Langley” służył także we Francuskiej Marynarce Wojennej jako „La Fayette” (R96) między 1951 a 1963 rokiem. Jego nazwa wzięła się od Samuela Pierponta Langleya, amerykańskiego naukowca i pioniera lotnictwa. USS „Langley” został odznaczony dziewięcioma battle star za swoją służbę podczas II wojny światowej. CVL-27 miał imię oraz tradycję USS „Langley” (CV-1), pierwszego lotniskowca US Navy, który został zatopiony 27 lutego 1942.

## Służba

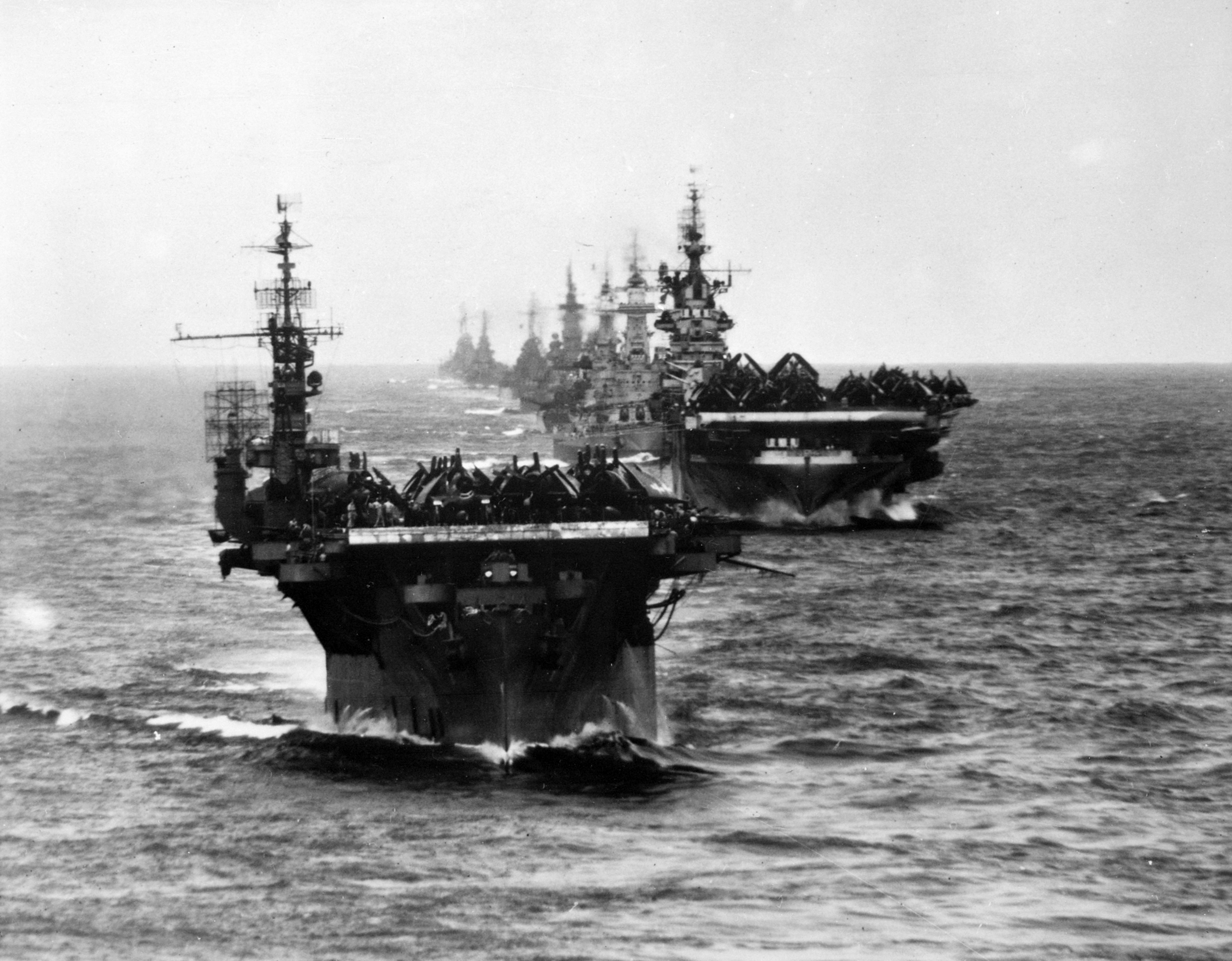
Task Group 38.3 wpływa do kotwicowiska na atolu Ulithi w kolumnie po powrocie z misji zaatakowania japońskich celów na Filipinach. Okręty widoczne na zdjęciu (od przodu) to: USS „Langley”, „Ticonderoga”, „Washington”, „North Carolina”, „South Dakota”, „Santa Fe”, „Biloxi”, „Mobile” i „Oakland”. Zdjęcie wykonano 2 grudnia 1944

USS „Langley” został zbudowany przez stocznię w Camden w New Jersey. Został on oryginalnie zamówiony jako lekki krążownik USS „Fargo” (CL-85). Jednak w tym samym czasie, kiedy jego stępka została położona w kwietniu 1942 roku, został on przeprojektowany na lotniskowiec. Podczas budowy wykorzystano oryginalny kadłub i maszynownię krążownika. Przyjęty do służby w sierpniu 1943 roku, „Langley” wypłynął na Pacyfik pod koniec tego samego roku, by wziąć udział w II wojnie światowej podczas operacji na Wyspach Marshalla między styczniem a lutym 1944. Podczas następnych czterech miesięcy samoloty z USS „Langley” atakowały japońskie pozycje na centralnym Pacyfiku i na zachodniej Nowej Gwinei. W czerwcu 1944 „Langley” wziął udział w lądowaniu na Wyspach Mariańskich i w bitwie na Morzu Filipińskim.
„Langley” kontynuował swoją służbę przez resztę 1944 roku, biorąc udział w operacji na Palau i w rajdach na Filipiny, Formozę, Wyspy Riukiu oraz w bitwie w zatoce Leyte. W styczniu-lutym 1945 „Langley” wraz z innymi jednostkami 3. Floty brał udział w wypadzie na Morze Południowochińskie, podczas którego przeprowadzono pierwszy zmasowany atak samolotów z lotniskowców na japońskie wyspy macierzyste i inwazję na Iwo Jimę. Większa aktywność bojowa lotniskowca miała miejsce między marcem a majem, kiedy samoloty z USS „Langley” atakowały cele w Japonii oraz wspierały inwazję na Okinawę. Po gruntownym przeglądzie lotniskowca w Stanach Zjednoczonych w czerwcu i lipcu 1945, w sierpniu „Langley” był w drodze z powrotem na Pacyfik, jednak w tym samym czasie wojna się już skończyła.
Po służbie jako transportowiec żołnierzy-weteranów z Pacyfiku do Stanów Zjednoczonych, „Langley” popłynął na Ocean Atlantycki, gdzie służył tak samo jak na Pacyfiku pomiędzy listopadem 1945 a styczniem 1946. Przez resztę 1946 roku „Langley” przebywał w porcie w Filadelfii w stanie Pensylwania już jako nieaktywny okręt. Lotniskowiec został wycofany ze służby w lutym 1947.

## Późniejsza służba
USS „Langley” został wyjęty z „naftaliny” na początku 1951 roku, odnowiony i przekazany Francji w ramach programu Mutual Defense Assistance Program. Po ponad dziesięciu latach służby we Francuskiej Marynarce Wojennej pod nazwą „La Fayette”, został on zwrócony Stanom Zjednoczonym w marcu 1963, a następnie sprzedany na złom rok później.